# 和歌山県営紀三井寺野球場
和歌山県営紀三井寺野球場（わかやまけんえいきみいでらやきゅうじょう）は、和歌山県和歌山市の紀三井寺公園内にある野球場。施設は和歌山県が所有し、紀の国はまゆう（近畿電設工業・弘安建設・日本体育・はまゆうJAPANによる共同企業体）が指定管理者として運営管理を行っている。
この野球場は県営紀三井寺球場、紀三井寺野球場、紀三井寺球場などと呼称されているが、和歌山県と指定管理者では名称として紀三井寺公園野球場を使用している。

## 歴史
当時の県営向ノ芝球場閉鎖に伴い、1965年（昭和40年）3月完成。開場式の挨拶で「この球場は甲子園球場並みに広い」と発言した人物がいたほどだったという。同年以降、高校野球、社会人野球などアマチュア野球公式戦が行われており、県内のメイン球場となっている。またプロ野球のオープン戦や公式戦が開催されている。このうち二軍のウエスタン・リーグ公式戦が不定期で開催されているが、一軍公式戦はパ・リーグの4試合のみである（後述）。
1984年（昭和59年）3月に内野スタンドが増設され、1998年（平成10年）夏の改修で芝とバックネット、外野フェンスが新しく張り替えられ、2001年（平成13年）にはスコアボードが磁気反転式に入れ替えられた。また2006年（平成18年）に照明設備が追加設置され、ナイターが可能になった。
西側約500mのところには和歌山湾が控えており、阪神甲子園球場同様右翼から左翼方向に浜風が吹く。
紀三井寺（救世観音宗総本山）や和歌山マリーナシティ、和歌山ビッグホエールなどが近く、海岸から近いこともあって、浜風が吹くのが特徴である。
2011年（平成23年）8月から2015年開催予定の紀の国わかやま国体に備えての改修工事のため閉場された。2012年（平成24年）の全国高等学校野球選手権和歌山大会の開催までに改修工事が完了した。
2020年度（令和2年度）中にスコアボードが磁気反転式からフルカラーLED式に更新され、同時に、球速表示や投球数を表示できるようになった。

## 主なエピソード
- 1979年（昭和54年）8月16日、第61回全国高等学校野球選手権大会3回戦第4試合で対戦し、延長18回を戦い抜いた和歌山県代表・和歌山県立箕島高等学校と石川県代表・星稜高等学校（試合の詳細は箕島対星稜延長18回を参照）の両校OBが1994年（平成6年）、「再試合」と銘打って紀三井寺球場で交流戦を行った。2004年（平成16年）には「再々試合」として、今度は相手側の地元である石川県立野球場で交流戦を行っている。
- かつては照明設備がなかったため、ナイターが行えなかった。このため高校野球公式戦では日没再試合になったケースが何度かある。
  - 1998年（平成10年）の夏の選手権大会では海南高対日高高中津分校、智弁和歌山高対橋本高の2試合、2004年（平成16年）には夏の選手権大会で伊都高対貴志川高の試合がいずれも再試合になっている。
- 2006年（平成18年）の照明設備追加設置にあたり、こけら落しとして、和歌山県立桐蔭高等学校（旧制和歌山中）対和歌山県立向陽高等学校（旧制海草中）の古豪同士の対戦が行われた。
- またナイター設備完成イベントとして、同年4月1日に和歌山箕島球友会と茨城ゴールデンゴールズの試合が行われた。試合は9回、ゴールデンゴールズが8x-7でサヨナラ勝ちした。
- 2006年（平成18年）11月3日に行われた秋季高校野球近畿大会で、大阪桐蔭高等学校2年の中田翔が場外へ飛び出す特大の本塁打を放った。飛距離は当初「160m」と推定値を算出して公式記録としたが[3]、その後紀三井寺公園管理事務所が衛星写真などを使用して到達距離を測定した結果、飛距離は推定「170m」、到達距離は「188.41m」と算出され、異例の訂正となった（尚、中田以前の紀三井寺での最長飛距離記録は、元阪神タイガース・濱中治が高校時代に放った130m）。中田のホームランボールは紀三井寺公園陸上競技場に記念盾と共に展示されていた。（現在は保管中）これに対応する形で、2007年（平成19年）よりレフト線から左中間付近までとライト線から右中間付近までに防球ネットが設置された（その映像。アマチュアカメラマン製作）。
- 2009年（平成21年）10月11日に行われた秋季高校野球和歌山大会決勝戦で、智弁和歌山高の山本定寛が初めて上記防球ネットを超える本塁打を放った。
- 1970年代の箕島高校全盛期時代、夏の選手権開催時は外野席も開放していたが、2018年まで夏の選手権大会では外野席芝生保全のため、外野席は開放しなかった。2019年からは、観客の熱中症予防のため、日光の照り返しが少ない外野芝生席を開放する[4]。
  - 2013年の7月14日の第4試合、智弁和歌山-市立和歌山は、3連休の中日かつ好カードだけあって、内野席・アルプス席とも満席となり、急きょ外野席も途中開放して試合を行った(観衆4700人)。これは、1984年の球場改修後初めてのことである[5]。

## プロ野球公式戦
紀三井寺で開催された公式戦は、下記のパ・リーグ4試合（いずれも南海ホークスの主催）のみで、セ・リーグの試合の開催実績はない。この他、オープン戦やウエスタン・リーグ公式戦が不定期で開催されている。なお、南海ホークスと共に、和歌山県の隣県である大阪府をフランチャイズとした大阪近鉄バファローズの主催試合は1試合も行われなかった。
- 1973年5月12日 南海ホークス 5-4 ロッテオリオンズ
- 1976年5月22日 南海ホークス 1-5 近鉄バファローズ
- 1984年5月8日 南海ホークス 2-1 西武ライオンズ
- 1987年5月19日 南海ホークス 0-4 西武ライオンズ
- 2015年6月13日 オリックス・バファローズ - 福岡ソフトバンクホークス（ウエスタン・リーグ公式戦）

## 独立リーグ
関西独立リーグ (初代)に所属していた紀州レンジャーズは当球場を本拠地としていた。同球団は2008年はクラブチームとして運営され、2009年よりリーグが解散した2013年までリーグの一員として試合をおこなった。関西独立リーグの解散後、再びクラブチームとなる予定であったが、運営を休止し、再開することなく運営母体が2017年3月で活動を停止した。
その後、2017年にBASEBLL FIRST LEAGUE（2019年より関西独立リーグ (2代目)）に加入した和歌山ファイティングバーズが、2018年に初めて1試合を開催し、2019年、2022年に各1試合、和歌山ウェイブスに球団名を変更した2023年も1試合を開催した。2024年は8試合と開催が大幅に増え、これは球団が増やすことを目標にクラウドファンディングも実施した上で開催されたものである。同年4月4日に記者会見したGMの濱中治は理由について「和歌山全体で応援してもらいたいという思い」と述べ、県北部での知名度向上を目指していると報じられた。2025年の日程では和歌山ウェイブスは前年と同じ8試合を予定する一方、隣接する大阪府内を本拠地とする堺シュライクスもホーム10試合（うち対和歌山戦は2試合）の開催を予定している。

## 施設概要

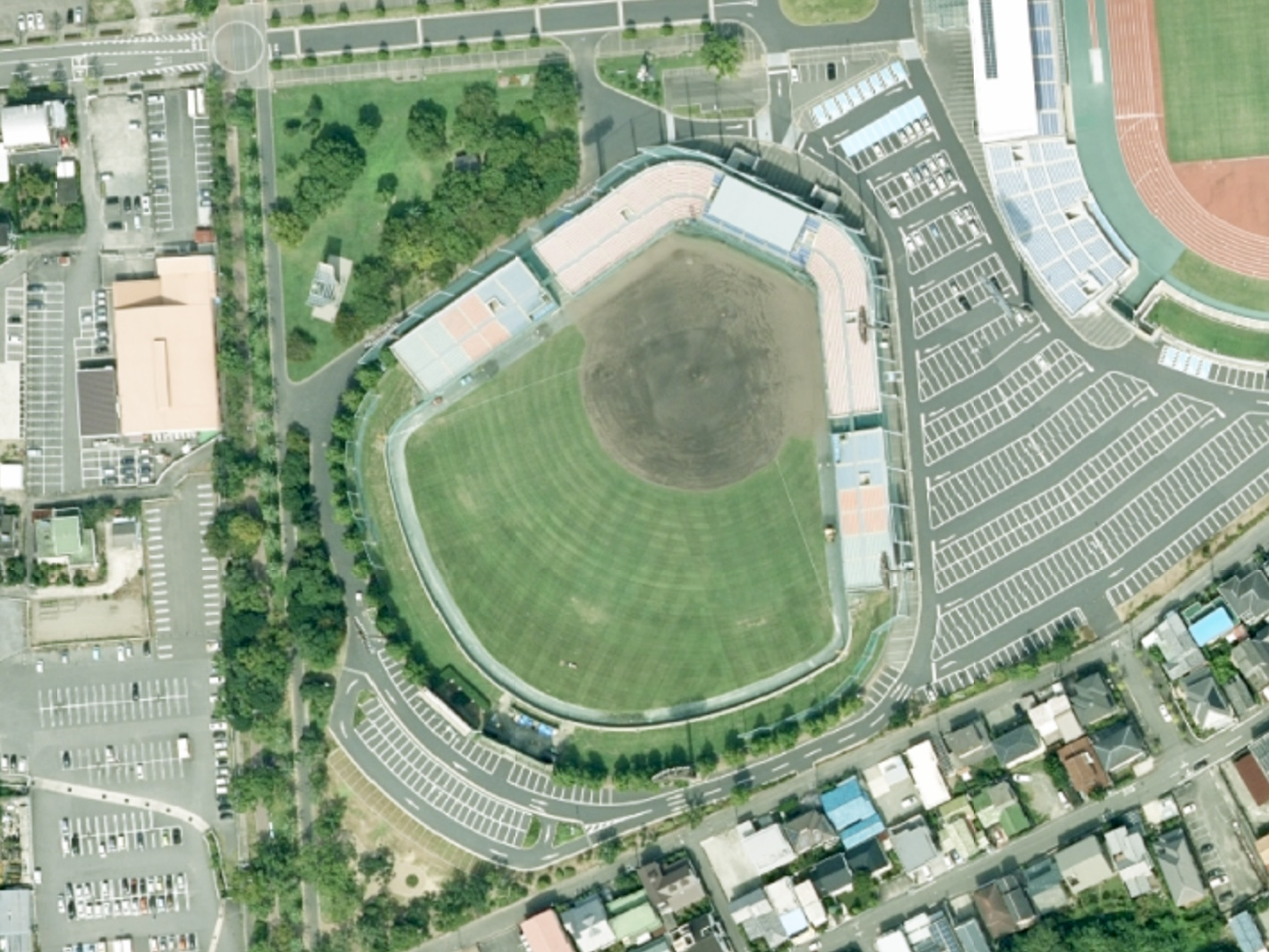
2019年の航空写真（国土地理院作成）

- グラウンド面積：12,477m2
- 両翼：98m、中堅：120m
- 内野：クレー舗装、外野：天然芝
- 収容人員：15,000人
- スコアボード：フルカラーLED式
- 照明設備：6基

## 公園内その他の施設
- 紀三井寺陸上競技場
- 補助競技場兼球技場
- テニスコートほか

## 交通
- JR紀勢本線紀三井寺駅より徒歩約40分
- JR和歌山駅下車→和歌山バス和歌山市内線/紀三井寺線マリーナシティ方面行き→「競技場前」より徒歩約3分
- 南海和歌山市駅下車→和歌山バス和歌山市内線/紀三井寺線マリーナシティ方面行き→「競技場前」より徒歩約3分
- JR海南駅下車→和歌山バス和歌山市内線/紀三井寺線JR和歌山駅行き/南海和歌山市駅行き→「競技場前」より徒歩約3分